# Sparasion humile
Sparasion humile är en stekelart som beskrevs av Jean-Jacques Kieffer 1908. Sparasion humile ingår i släktet Sparasion och familjen Scelionidae. Inga underarter finns listade i Catalogue of Life.